# Andreas Uhde
Andreas Dominik Uhde (* 11. März 1978 in Frankfurt am Main) ist ein deutscher ehemaliger Wirtschaftsjournalist, der derzeit als Manager in der Private-Equity-Branche tätig ist.

## Leben
Sein Studium absolvierte Uhde an der damaligen European Business School in Oestrich-Winkel; anschließend arbeitete er als Junior Underwriter bei der Münchener Rückversicherungs-Gesellschaft. Parallel dazu war als freier Mitarbeiter des in München ansässigen VentureCapital Magazins tätig, zu dessen Chefredakteur er im Mai 2006 avancierte.
Drei seiner Beiträge im VentureCapital Magazin wurden im Rahmen von Fachpreisen ausgezeichnet: „Visionen 2004 – Private Equity lohnt sich wieder“ (1/2004) beim 2. Europäischen Private Equity Awards sowie „Tiger auf dem Sprung“ (12/2006) und „Zurück auf Los“ (1/2008) beim Deutschen Journalistenpreis.
Seit 2010 ist er für den Vermögensverwalter Partners Group tätig, zunächst in Singapur, dann im Hauptsitz in der Schweiz und seit Januar 2017 im Münchner Büro.
Laut Auszug aus dem Handelsregister war er von 2008/09 Prokurist der GoingPublic Media AG sowie von 2012 bzw. 2013 bis September 2015 Geschäftsführer der P & K Verwaltungs GmbH sowie der Grundstücksgesellschaft Dornbusch Nord GmbH.